# والکیری

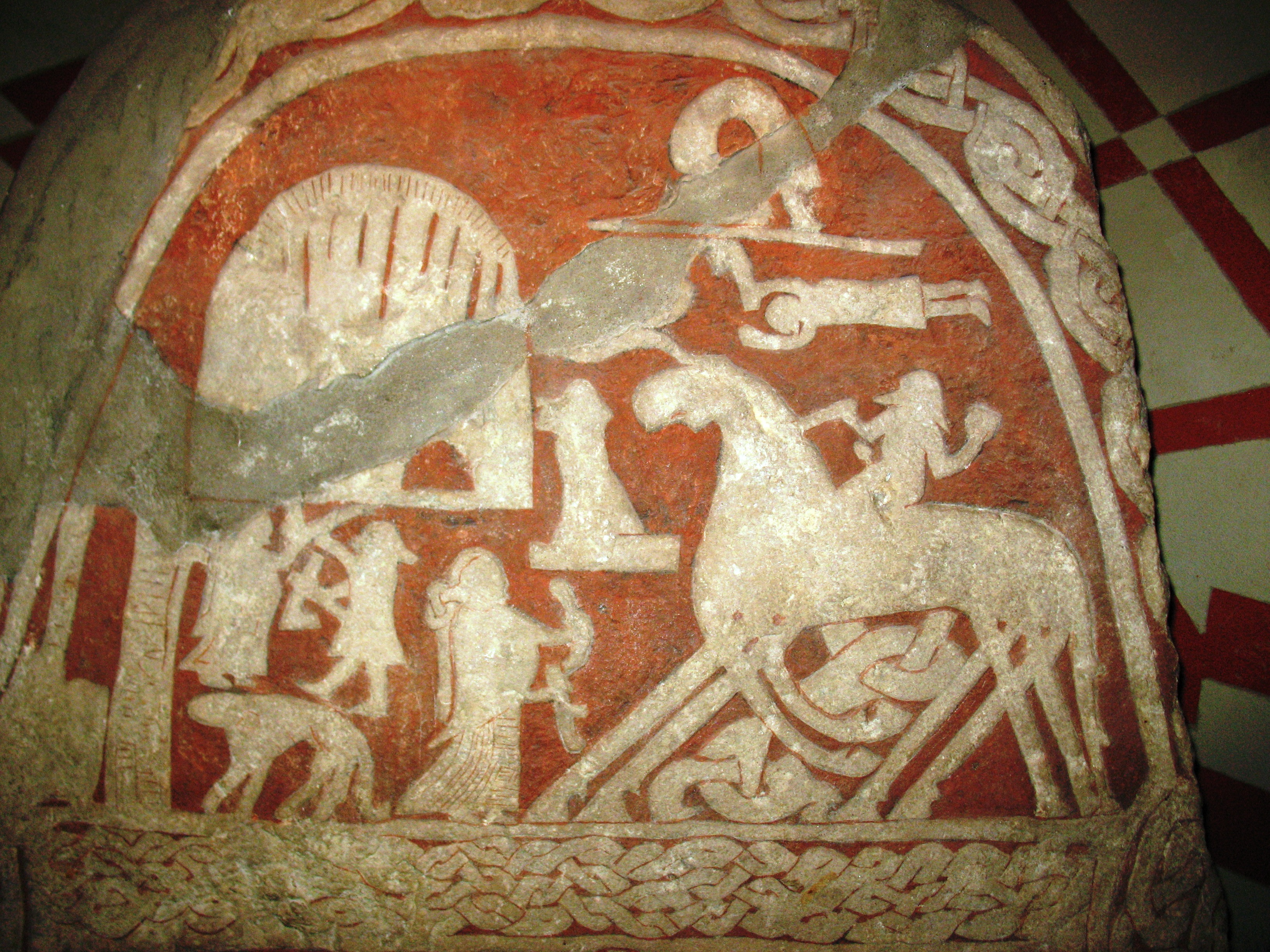

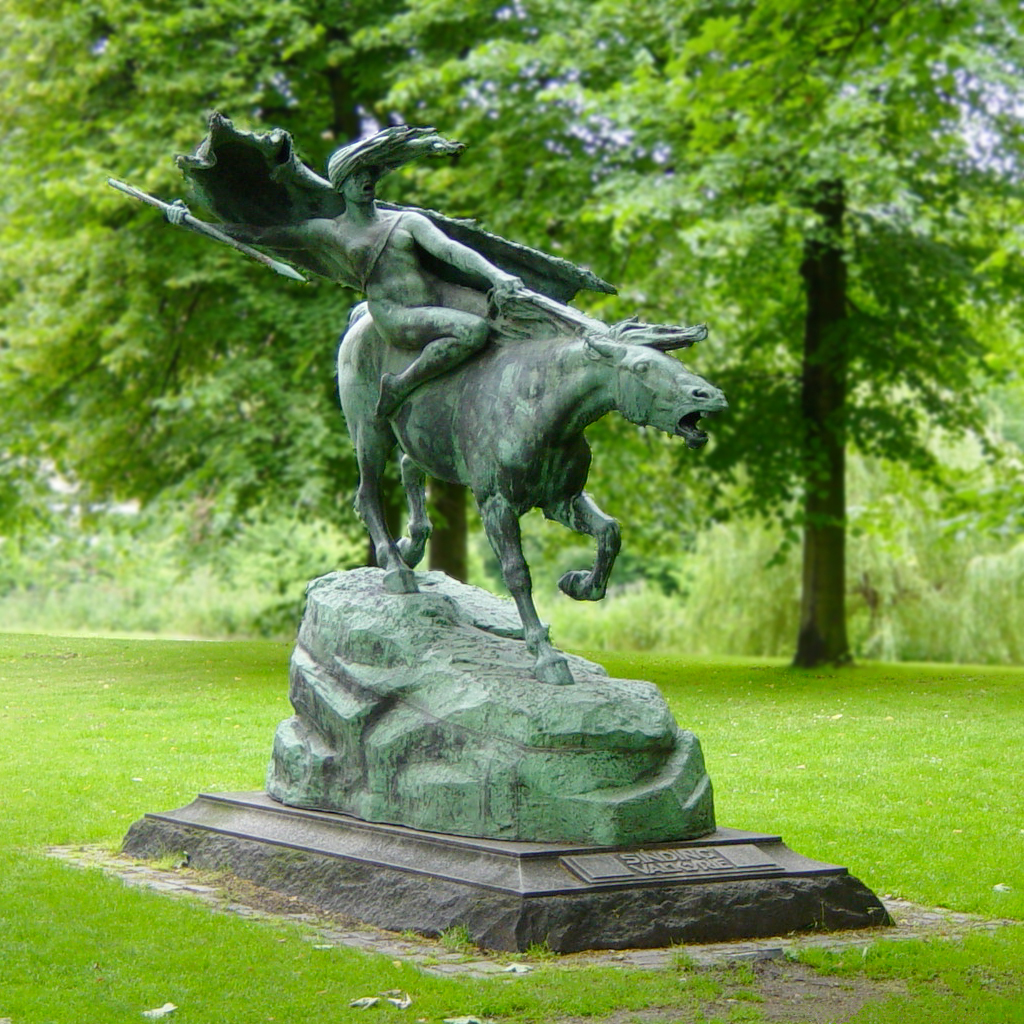
«والکیری سیندینگ» تندیسی از والکیری اثر استفان سیندینگ در شهر کپنهاگ.

والکیری‌ها (به نروژی: valkyrja) در اسطوره‌شناسی اسکاندیناوی زنان جوان و زیبایی هستند نادیدنی که در جنگ‌ها به نبرد می‌پردازند.
آن‌ها در خدمت اودین، والاترین خدای نوردیک‌ها، می‌باشند. اودین به جنگجویان شجاعی برای نبرد هنگام راگناروک نیاز داشت و والکِیری‌ها میدان جنگ را برای انتخاب دلیرترین کسانی که جان خود را از دست داده‌اند جستجو می‌کردند. آن‌ها نیمی از این رزم‌آوران به نام اینهریار را به تالار ویژه اودین در والهالا اسکورت می‌نمودند (ایزدبانو فریا پذیرای نیمه دیگر در تالار «سسرومنیر» واقع در سرزمین فولک‌وانگر بود) تا در آنجا خود را برای نبرد پایانی در روز راگناروک آماده کنند. واژه والکِیری در زبان نورس باستان valkyrja از دو واژهٔ وال به معنی کشنده و درنده و کِیری به معنی گزیننده یعنی کسی که کشتگان جنگ را برمی‌گزیند یا به معنای «برگزیننده کُشتگان» است. والکیری‌ها دوشیزگان جنگجوی ایزد جنگ و باشندگانی هستند که جنگ و خونریزی آنان را خشنود می‌سازد.تمام والکیری ها در روز رگناروک توسط ایزد مرگ هل کشته می‌شوند.
والکِیری‌ها از نقش بزرگی در داستان‌ها و اشعار در همراهی با قهرمانان تاریخی افسانه‌ای برخوردارند. در برخی از این داستان‌ها آن‌ها به شکل آفریده‌هایی قدرتمند، فراطبیعی و غول‌پیکر با گام‌های بلند کوه‌ها را درمی‌نوردند تا قهرمانی را از خطر نجات دهند. همچنین به روایت ساکسو والکیری‌ها ظاهر خود را تغییر می‌دهند و گاهی به شکل‌های وحشتناک و گاه به شکل دوشیزگان زیبا پدیدار و جنگجویان پیرو اودین را شیدای خویش و به هنگام مرگ آنان به همسری برمی‌گزینند. یکی از مشهورترین والکیری‌ها برونهیلد، بانو قهرمان افسانهٔ حماسی ولسونگا ساگا است. برونهیلد شهریاری را که اُدین مرگ او را رقم زده بود با سرپیچی از دستور به پیروزی رسانید و برای مجازات این نافرمانی از جانب اُدین در حصاری از آتش مدفون و به خوابی طلسم شده و ابدی فرورفت. زیگفرید سوار بر اسب شگفت‌انگیر خود گرانی، که هدیهٔ اُدین بود، درون حلقه‌های آتش تاخت و با بیدار کردن برونهیلد سبب شد تا نقشی جدید و غمناک را در زندگانی قهرمانان اُدین بازی نماید.

## در آثار هنری
در هنر نوین والکیری‌ها را گاه به سانِ سپربانوی زیبای سوار بر اسب بالدار و مجهز به کلاه‌خود و نیزه می‌نگارند. والکیری‌ها بعدها در عصر وایکینگ‌ها سیمای باوقاری یافتند و بر روی سنگ‌ها به شکل پرنسس‌هایی مسلح و سوار بر اسب ترسیم می‌شدند. در نقش سنگ‌های گوتلند آنان را می‌توان دید که جنگجویان مردهٔ دودمان سلطنتی را تا والهالا بدرقه و در آنجا با شاخ‌هایی پر از می‌انگبین خوش آمد می‌گویند. در برخی از این نقش سنگ‌ها تصویر زنی با نیزه‌ای در حال پرواز بر فراز نبردگاه قابل مشاهده است.

## در بازی‌ها
در بازی کلش آو کلنز و همچنین در بازی کلش رویال که هردوی این بازی‌ها ساختهٔ کمپانی سوپرسل هستند شخصیت مؤنثی به نام والکیری وجود دارد که به عنوان یک جنگجگوی ماهر به تصویر کشیده شده‌است. در بازی خدای جنگ نیز این جنگجوهای افسانه‌ای وجود دارند و یکی از سرسخت‌ترین و ماهرترین دشمنان شخصیت‌های قابل بازی یعنی کریتوس و آترئوس محسوب می‌شوند. این بازی توسط استدیوی سانتامونیکا که سونی اینتراکتیو انترتینمنت وظیفهٔ نشر آن را بر عهده داشت ساخته شده‌است.

## نگارخانه

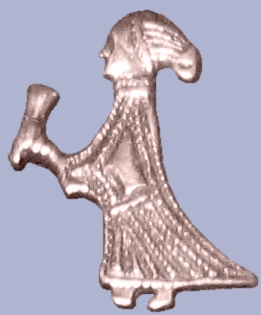
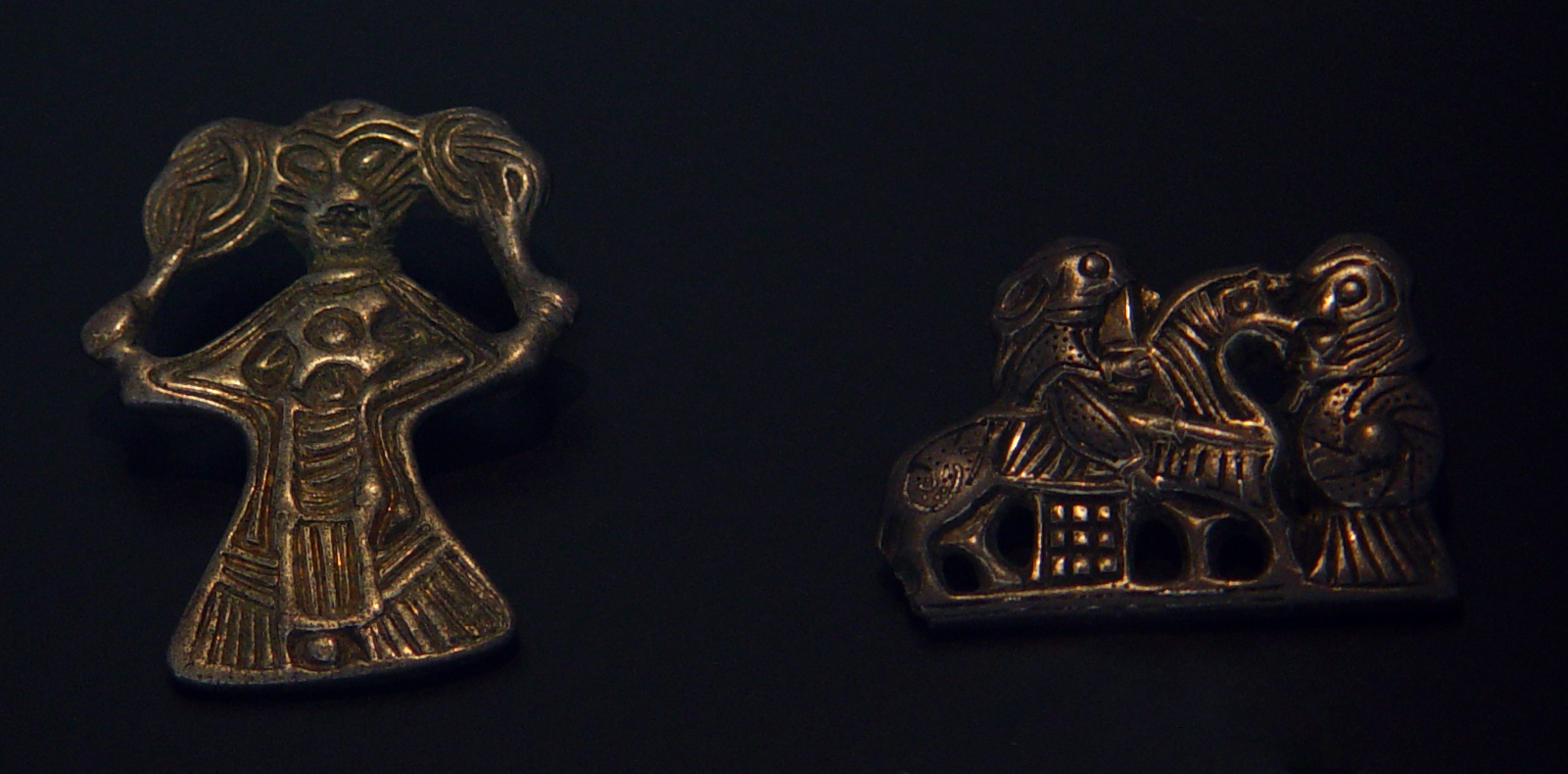
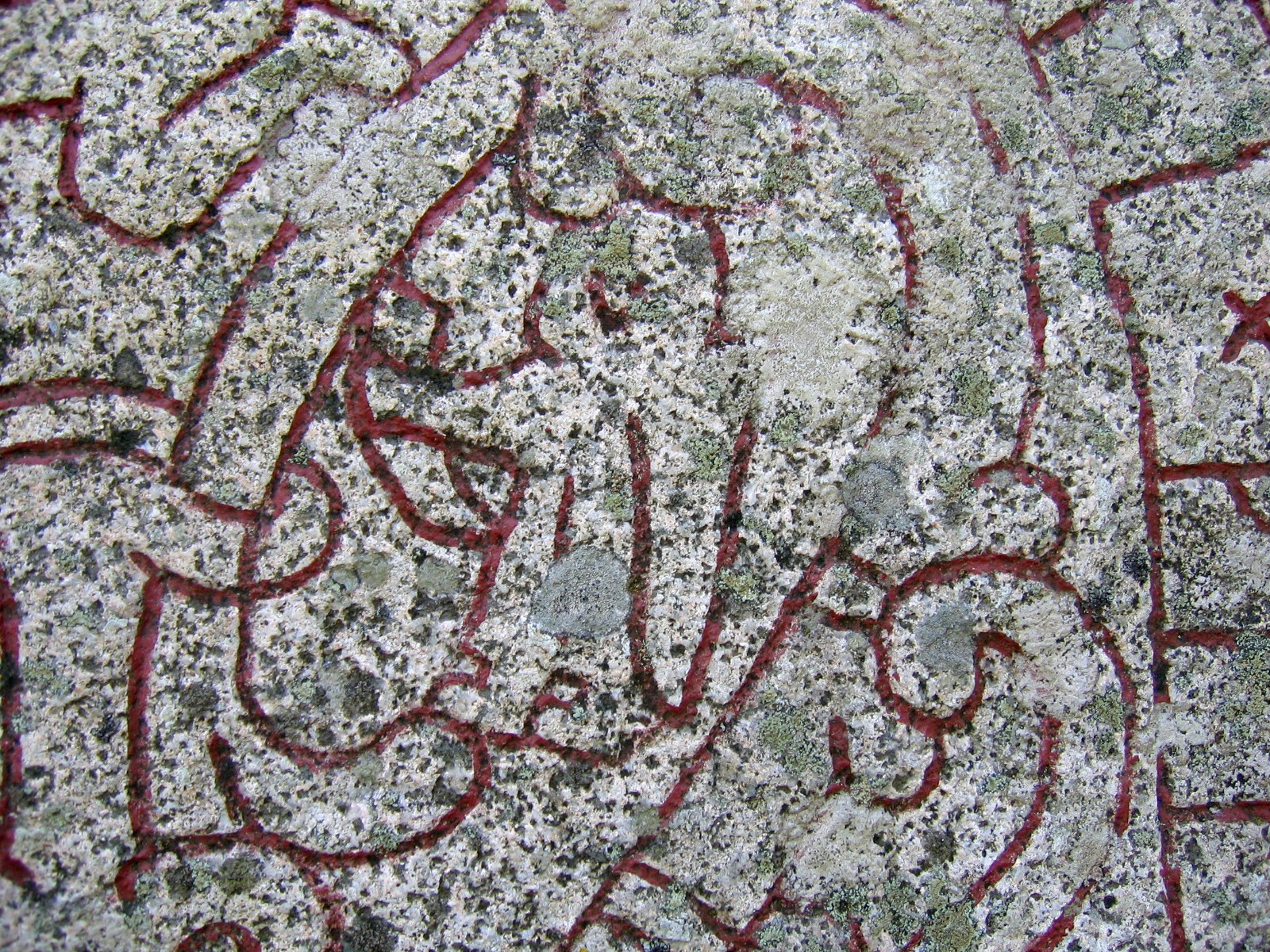